# Salsa Giants
Salsa Giants est un collectif d'artistes formé de 10 chanteurs de salsa provenant de différents pays, réunis par Sergio George : Marc Anthony, Oscar d'Leon, Cheo Feliciano, Luis Enrique, Andy Montañez, Willy Chirino, José Alberto "El Canario", Tito Nieves, Nora (chanteuse du groupe japonais Orquesta de la Luz), Charlie Zaa.
En espagnol, le collectif est parfois nommé "Gigantes de la salsa" ou "salsa de gigantes".
Ce collectif s'est formé la première fois pour un concert qui s'est tenu en été en 2012 au "North Sea Jazz Festival" de Curaçao devant 12 000 spectateurs.
Une tournée s'est ensuivie à l'automne 2013 qui a débuté le 4 octobre à Lima au Pérou (sans Marc Anthony qui sera en concert à San Juan, Porto Rico). La tournée s'est poursuivie au Mexique, Guatemala, Colombie, Panama, en autres.
Un CD/DVD intitulé Sergio George Presents Salsa Giants (Live) est sorti le 25 juin 2013 sur Top Stop Music (en), le label de Sergio George.
Il est également diffusé sur le label Planet Records. Les producteurs du CD sont Sergio George, Pablo Croce et Gregory Elías.
Le film, produit par Pablo Croce, a été présenté en avant-première au "Curaçao International Film Festival Rotterdam".
Le narrateur est John Leguizamo.

## Titres du CD
1. Aguanile  	; Marc Anthony ; 	6:28 	(Willie Colón/Hector Lavoe)
2. Yo No Sé Mañana 	; Luis Enrique ; 	5:43 	(Jorge Luís Piloto)
3. Mi Bajo y Yo  	; Oscar D'Leon ; 	5:38 	(Mendoza)
4. Disculpeme Señora 	; José Alberto ; 	5:49 	(Lambis Castillo)
5. Fabricando Fantasías  	; Tito Nieves ; 	5:07
6. Un Disco Mas  	; Charlie Zaa ; 	2:36
7. Medias Negras 	; Willy Chirino ; 	5:52 	(Joaquín Sabina)
8. Casi Te Envidio 	; Andy Montañez ; 	4:37
9. Tu Amor Me Hace Bien  	; Marc Anthony ; 	5:21
10. De Mi Enamorate  	; Tito Nieves ; 	4:30
11. Mata Siguaraya  	; Oscar D'Leon ; 	4:32
12. Anacaona  	; Cheo Feliciano ; 	5:03 (Curet Alonso)
13. Salsa Caliente del Japon ;	Nora ;	5:52
14. Valio La Pena (feat. ; José Alberto, Cheo Feliciano, Andy Montañez, Nora) ; Marc Anthony ; 	5:52
15. Para Celebrar (Tous les artistes) 	4:18 	(Jorge Luís Piloto/Sergio George)

Le titre Para Celebrar (composé par Jorge Luís Piloto et Sergio George), enregistré en studio, ne figure pas sur le DVD qui ne contient que les titres live.
Ce titre, contrairement aux autres morceaux qui sont des succès existants des artistes originaux, est une nouvelle composition inédite.
Il est sorti en single. Il s'est classé 33e des ventes iTunes aux USA (catégorie musiques du monde).

## Musiciens
Piano (Sergio George), conga (Diego Galé), claviers (Pepe Montes), basse (Rubén Rodríguez), timbal (Robert Vilera), bongos/cloche (Richard Carrasco), trompettes (José Sibaja, José Aguirre), trombones (Victor Vázquez, Antonio Vázquez, Jorge Díaz), chœurs (Tommy Ruiz, Guianko Gómez, Diego Giraldo, Tito Allen).